# Der stolze Orinoco

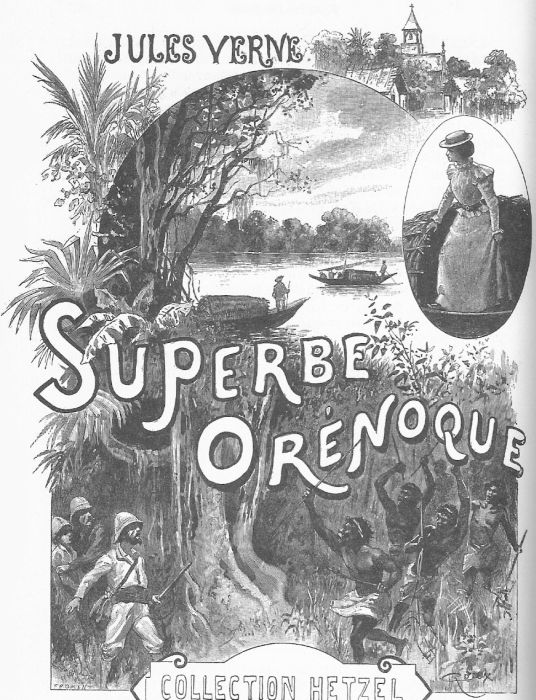
Titelseite der französischen Originalausgabe mit einer Illustration des Zeichners George Roux

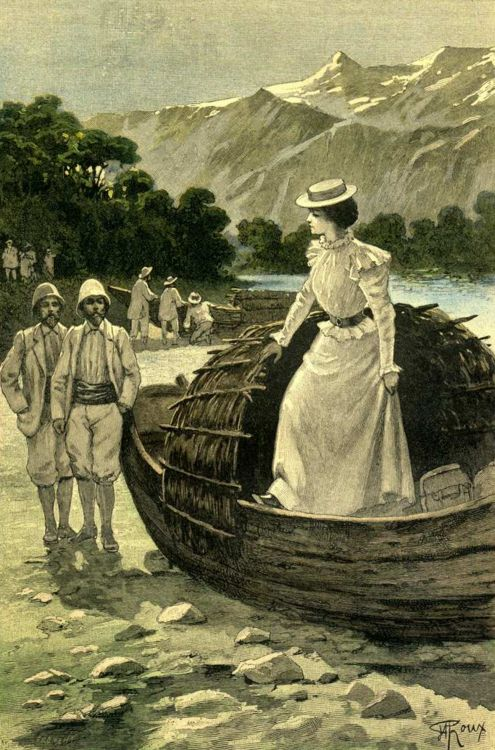
Illustration aus dem Roman von dem Zeichner George Roux

Der stolze Orinoco ist ein Roman des französischen Autors Jules Verne. Der Roman wurde erstmals mit dem ersten Teil am 23. Juni 1898 und dem zweiten Teil am 14. November 1898  von dem Verlag Pierre-Jules Hetzel unter dem französischen Titel Le superbe Orénoque veröffentlicht. Eine Vorabveröffentlichung erfolgte im Magasin d’Éducation et de Récréation in den Bänden 7 und 8 vom 1. Januar bis zum 15. Dezember 1897. Die erste deutschsprachige Ausgabe erschien 1898 unter dem Titel Der stolze Orinoco.

## Handlung
Die Handlung des Romans spielt in Venezuela auf der gesamten Länge des Flusses Orinoco von der Mündung bis zur Quelle. Drei Gelehrte haben Meinungsverschiedenheiten im Bezug auf die Klärung des exakten Verlaufes und insbesondere die Festlegung des „richtigen“ Quellflusses. Sie treten eine Reise an, um den Verlauf des Flusses zu erforschen. Sie beginnen ihre Schiffsreise zum Oberlauf des Orinoco in der Provinzhauptstadt Bolívar. Sie begegnen am Anfang ihrer Forschungsreise zwei Reisenden aus Frankreich, dem alten Berufssoldaten Feldwebel i. R. Martial und seinem Neffen Jean. Bei Jean handelt sich in Wirklichkeit um die junge Frau Jeanne des Feldwebels. Diese hat sich aus Sicherheitsgründen als Mann verkleidet. Die beiden erwarten, dass die Reise durch die Wildnis Venezuelas für einen Mann sicherer ist als für eine Frau. Das Ehepaar sucht den vor einigen Jahren verschwundenen Offizier Oberst von Kermor. Von Kermor hat vor einigen Jahren seine Heimat verlassen. Er hat bei einem Schiffsunglück seine Frau verloren und ist der Meinung, dass seine Tochter dabei auch ums Leben gekommen ist.
Auf der Fahrt zum Oberlauf des Orinoco trifft die Reisegesellschaft auf zwei weitere Franzosen. Die Forscher Germain Paterne und Jaques Helloch wollen die botanischen Besonderheiten eines Nebenflusses des Orinoco erkunden. Sie denken, dass die Reise mit der Gruppe sicherer ist und schließen sich schließlich aus Neugier der Reisegesellschaft an. Auf der weiteren Reise kommt die Gruppe in ein Gebiet, das von gefährlichen Schurken und wilden Indianern beherrscht wird. Die Reise folgt den Spuren von Alexander von Humboldt, dessen Forschungsreisen ihn auch durch diese Gegend führten.
Onkel Martial, Jean/Jeanne, Germain und Jaques trennen sich schließlich von dem Rest der Gruppe. Sie fahren zu der weiter flussaufwärts liegenden Missionsstation Santa Juana. Deren Leiter Pater Esperante soll Informationen über den verschollenen Oberst haben. Er hat in der Mission und den umliegenden Dörfern durch seine Tätigkeit Bildung, Glauben und Wohlstand verbreitet.
Der zwielichtige Spanier Jorres ist ebenfalls auf dem Weg zu der Missionsstation. Er ist in Wirklichkeit der in dem gesamten Gebiet gesuchte Schurke Alfaniz und hat auf seinem Weg, der ihn zu den räuberischen Indianern der Quivas führt, Morde begangen. Jorres trennt sich in der Nacht von der Gruppe. Er legt der Reisegruppe einen Hinterhalt, die von den Quivas gefangen genommen wird. Der Indiojunge Gomo, der sich der Gruppe kurz zuvor angeschlossen hat, entkommt dem Hinterhalt und kann sich zu der nahen Missionsstation durchschlagen. Er alarmiert dort Pater Esperante, der mit seiner Schutztruppe loszieht, um die Räuberbande zu bekämpfen und deren Gefangene zu befreien. Nachdem dies gelungen ist, stellt sich heraus, dass er in Wirklichkeit der gesuchte Oberst von Kermor ist.

## Verfilmungen
- Der Roman wurde 2005 in Venezuela unter dem Originaltitel 1888, el extraordinario viaje de la Santa Isabel (auch 1888, el extraordinario viaje de Jules Verne) von dem Regisseur Alfredo Anzola verfilmt und unter dem Titel 1888 The Extraordinary Voyage of Jules Verne als DVD in den USA vertrieben.